# Ornithoglossum dinteri
Ornithoglossum dinteri là một loài thực vật có hoa trong họ Colchicaceae. Loài này được K.Krause miêu tả khoa học đầu tiên năm 1912.